# 刘玉玲 (梆子演员)
刘玉玲（1947年1月3日—），北京人，中国京派河北梆子表演艺术家，一级演员，中国戏剧梅花奖二度梅获得者。